# 1 Pułk Grenadierów Gwardii im. Cesarza Aleksandra

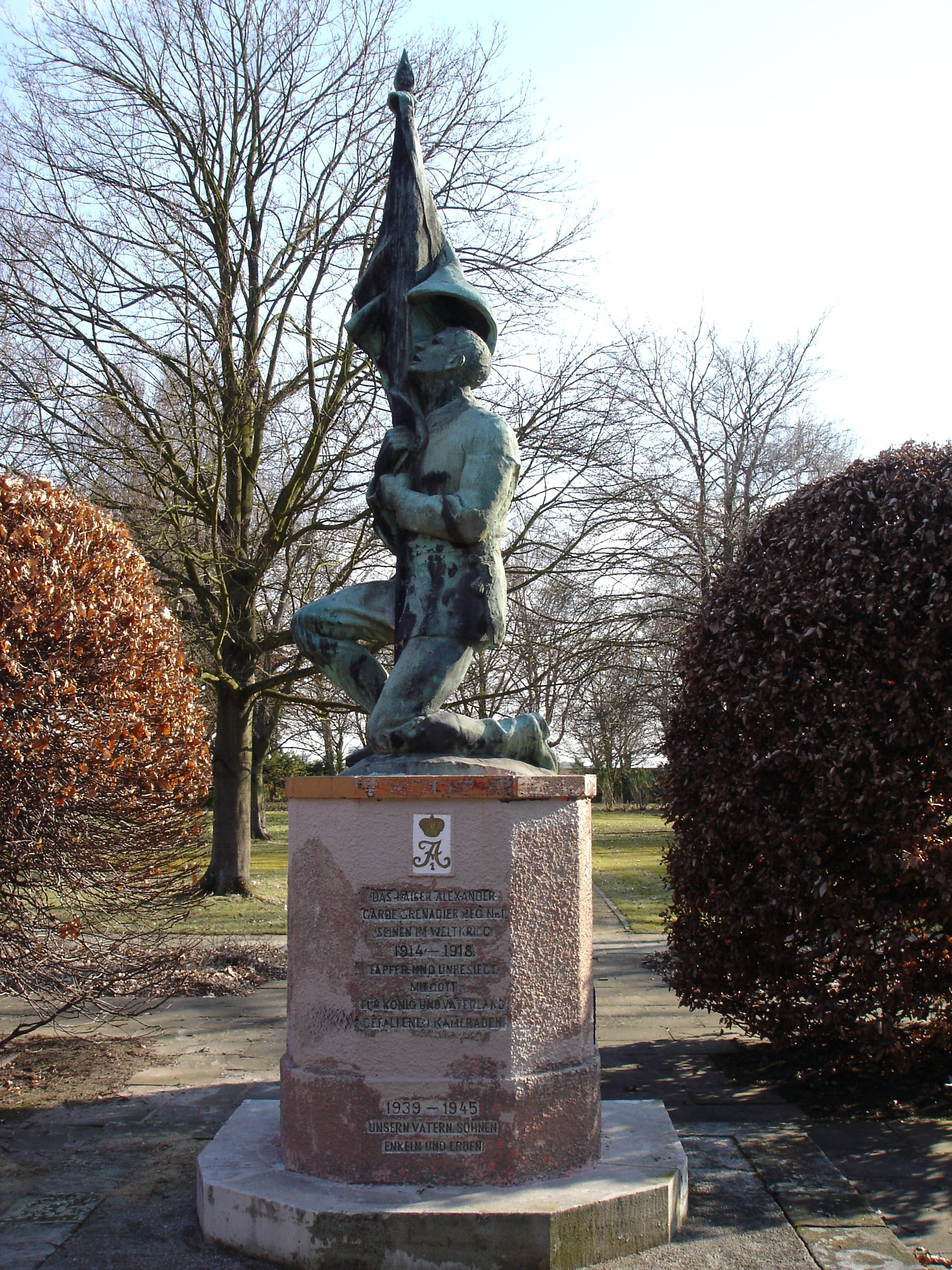
Pomnik ku czci żołnierzy 1 Pułku Grenadierów Gwardii na cmentarzu Columbiadamm w Berlinie

1 Pułk Grenadierów Gwardii im. Cesarza Aleksandra (niem. Kaiser Alexander Garde-Grenadier-Regiment Nr. 1) – pułk armii Królestwa Pruskiego, a następnie Cesarstwa Niemieckiego, który stacjonował w Berlinie. 

## Formowanie i walki
Gwardyjski pułk został sformowany 14 października 1814  z rozkazu pruskiego króla Fryderyka Wilhelma III i został nazwany na cześć cara Rosji  Aleksandra I, który był również pierwszym szefem pułku.
27 listopada 1918, zaraz po zakończeniu I wojny światowej pułk został rozformowany, jednak jej żołnierze już jako ochotnicy walczyli po stronie Republiki Weimarskiej (oficjalnie nie istniała jeszcze Reichswehra) w powstaniach śląskich i przeciwko Bawarskiej Republice Rad.

## Schemat organizacyjny
- Korpus Gwardii (Gardekorps) – Berlin
  - 2 Dywizja Gwardii (2. Garde-Division) – Berlin
    - 3 Brygada Piechoty Gwardii (3. Garde-Infanterie-Brigade) - Berlin
      - 1 pułk grenadierów Gwardii im. Cesarza Aleksandra (Kaiser Alexander Garde-Grenadier-Regiment Nr. 1) – Berlin